# Atzavara Club
Atzavara Club és una associació cultural i sala de concerts de Sant Feliu de Guíxols nascuda al 1994 enfocada a la música hardcore punk, rock'n'roll i a la cultura "fes-ho tu mateix", el que es coneix com a “do it yourself”. És considerada com un referent de la música underground a Catalunya i arreu de l'estat espanyol. Al llarg de més de 25 anys d'activitat, han programat un gran nombre de concerts de grups internacionals, com At The Drive In, Converge, The Locust, Drive Like Jehu o Starmarket entre d'altres.
Una de les ramificacions de l'Atzavara Club va ser el festival Sant Feliu Hardcore Fest, que anys més tard va passar a dir-se Sant Feliu Fest.